# Classe Grampus
La classe Grampus est une classe de six sous-marins mouilleurs de mines de la Royal Navy propulsées par un moteur Diesel, et construits dans la fin des années 1930. Ils sont lancés entre 1930 et 1938.
Les 6 unités furent réalisées sur les chantiers Scotts Shipbuilding de Greenock, Vickers à Barrow-in-Furness et Chatham Dockyard à Chatham (Kent).

## Conception
Une unité de cette classe, le HMS Porpoise construit en 1932, est un prototype unique. Les cinq autres, avec une modification de leur conception, ont été lancés entre 1935 et 1938. Ces bâtiments de 82 mètres de long avaient un déplacement de 1 520 tonnes en surface et portaient 50 mines Mk XVI. Les mines sont stockées dans une galerie spéciale et transportées par un convoyeur intégré dans la coque extérieure, système qui avait été expérimenté avec le HMS M3 de classe M, devenu navire-école. Ces unités possédaient des ballasts qui formaient des excroissances de chaque côté de la coque.
La nécessité d'avoir des sous-marins mouilleurs de mines spécialisés devint moins évidente lorsque la Royal Navy fabriqua une mine pouvant être immergée par les tubes lance-torpilles de 533 mm.

## Engagements
Ils furent utilisés essentiellement en mer Méditerranée et participèrent au siège de Malte durant les différentes opérations militaires des campagnes d'Afrique, du Moyen-Orient et de Méditerranée. En 1941-1942, leurs vastes compartiments à mines leur permirent de transporter avec succès du ravitaillement pour Malte : des munitions pour mitrailleuse, du glycol pour les radiateurs des Spitfire et des vivres.
Seul le HMS Rorqual survécut aux opérations de guerre.

## Les sous-marins de classe Grampus
| N° de coque | Nom          | Lancement         | Service effectif | Chantier naval                  | Fin de carrière           | Photo |
| ----------- | ------------ | ----------------- | ---------------- | ------------------------------- | ------------------------- | ----- |
| N 14        | HMS Porpoise | 30 août 1932      | 11 mars 1933     | Vickers Barrow-in-Furness       | coulé le 19 janvier 1945  |       |
| N 56        | HMS Grampus  | 25 février 1936   | 10 mars 1937     | Chatham Dockyard Chatham (Kent) | coulé le 16 juillet 1940  |       |
| N 45        | HMS Narwhal  | 29 août 1935      | 28 février 1936  | Vickers Barrow-in-Furness       | coulé le 23 juillet 1940  |       |
| N 74        | HMS Rorqual  | 27 juillet 1936   | 17 février 1937  | Vickers Barrow-in-Furness       | démantelé le 17 mars 1946 |       |
| N 83        | HMS Cachalot | 2 décembre 1937   | 15 août 1938     | Scotts Shipbuilding Greenock    | coulé le 30 juillet 1941  |       |
| N 37        | HMS Seal     | 27 septembre 1938 | 24 mai 1939      | Chatham Dockyard Chatham (Kent) | capturé le 5 mai 1940     |       |